# La Liga 2008–09
Giải vô địch bóng đá Tây Ban Nha 2008-09 hay La Liga 2008–09 (còn được gọi là Liga BBVA vì lý do tài trợ) là mùa giải thứ 78 của La Liga kể từ khi nó được thành lập. Real Madrid là đương kim vô địch của giải đấu, họ đã giành được danh hiệu La Liga lần thứ 31 ở mùa giải trước. Giải đấu bắt đầu từ ngày 30 tháng 8 năm 2008 và kết thúc vào ngày 31 tháng 5 năm 2009. Có tất cả tổng cộng 20 đội bóng tranh tài tại giải đấu, trong đó có 17 đội đã góp mặt ở mùa giải 2007–08, và 3 đội thăng hạng từ Segunda División. Ngoài ra, trái bóng mới - the Nike T90 Omni - đã trở thành trái bóng được sử dụng chính thức trong tất cả các trận đấu.
Ngày 16 tháng 5 năm 2009, sau khi Villarreal giành chiến thắng 3–2 trước Real Madrid, Barcelona đã trở thành nhà vô địch trước 3 vòng đấu, đây là danh hiệu La Liga thứ 19 của clb.

## Thăng hạng và xuống hạng
Đội thăng hạng từ Segunda División 2007–08
- CD Numancia
- Málaga CF
- Sporting de Gijón

Đội xuống hạng tới Segunda División 2008–09
- Real Zaragoza
- Real Murcia
- Levante UD

## Thông tin đội bóng

### Sân vận động và vị trí
| Câu lạc bộ       | Sân vận động                        | Sức chứa |
| ---------------- | ----------------------------------- | -------- |
| Almería          | Estadio del Mediterráneo            | 22,000   |
| Athletic Bilbao  | San Mamés                           | 39.750   |
| Atlético Madrid  | Vicente Calderón                    | 54.851   |
| Barcelona        | Camp Nou                            | 98.772   |
| Betis            | Manuel Ruiz de Lopera               | 52,132   |
| Deportivo        | Riazor                              | 34,600   |
| Espanyol         | Sân vận động Olympic Lluís Companys | 55.926   |
| Getafe           | Coliseum Alfonso Pérez              | 16,300   |
| Málaga           | La Rosaleda                         | 35,530   |
| Mallorca         | ONO Estadi                          | 23,142   |
| Numancia         | Los Pajaritos                       | 9,700    |
| Osasuna          | Estadio Reyno de Navarra            | 19,553   |
| Racing Santander | El Sardinero                        | 22,400   |
| Real Madrid      | Santiago Bernabéu                   | 80.354   |
| Recreativo       | Nuevo Colombino                     | 21,600   |
| Sevilla          | Ramón Sánchez Pizjuán               | 45.500   |
| Sporting         | El Molinón                          | 25,885   |
| Valencia         | Mestalla                            | 55.000   |
| Valladolid       | Estadio José Zorrilla               | 26,512   |
| Villarreal       | El Madrigal                         | 23.000   |

### Nhân sự và tài trợ
| Câu lạc bộ       | Chủ tịch               | Huấn luyện viên       | Thiết kế áo đấu           | Tài trợ áo đấu                     |
| ---------------- | ---------------------- | --------------------- | ------------------------- | ---------------------------------- |
| Almería          | Alfonso García         | Hugo Sánchez          | UDA                       | Corredor de Vida IsladelFraile.com |
| Athletic Bilbao  | Fernando García        | Joaquín Caparrós      | 100% Athletic             | Petronor                           |
| Atlético Madrid  | Enrique Cerezo         | Abel Resino           | Nike                      | Kia                                |
| Barcelona        | Joan Laporta           | Pep Guardiola         | Nike                      | UNICEF (*)                         |
| Betis            | Pepe León              | José María Nogués     | Kappa                     | Andalucía                          |
| Deportivo        | Augusto Lendoiro       | Miguel Ángel Lotina   | Canterbury of New Zealand | Estrella Galicia                   |
| Espanyol         | Daniel Sánchez Llibre  | Mauricio Pochettino   | uhlsport                  | Interapuestas.com                  |
| Getafe           | Ángel Torres Sánchez   | Míchel                | Joma                      | Galco                              |
| Málaga           | Fernando Sanz          | Antonio Tapia         | Umbro                     | Málaga                             |
| Mallorca         | Mateu Alemany          | Gregorio Manzano      | Reial                     | Illes Balears Viajes Iberia        |
| Numancia         | Francisco Rubio Garcés | Juan José Rojo Martín | Errea                     | Caja Duero                         |
| Osasuna          | Patxi Izco             | José Antonio Camacho  | Diadora                   | Yingli Solar                       |
| Racing Santander | Francisco Pernía       | López Muñiz           | Joma                      |                                    |
| Real Madrid      | Vicente Boluda         | Juande Ramos          | Adidas                    | bwin.com                           |
| Recreativo       | Francisco Mendoza      | Lucas Alcaraz         | Cejudo                    | Cajasol                            |
| Sevilla          | José María del Nido    | Manolo Jiménez        | Joma                      | 888.com                            |
| Sporting         | Manuel Vega-Arango     | Manolo Preciado       | Astore                    | Gijón Asturias                     |
| Valencia         | Vicente Soriano        | Unai Emery            | Nike                      | Valencia Experience Unibet         |
| Valladolid       | Carlos Suárez Sureda   | José Luis Mendilibar  | Puma                      | Caja Duero                         |
| Villarreal       | Fernando Roig Alfonso  | Manuel Pellegrini     | Puma                      | Aeroport Castelló                  |

(*) FC Barcelona không có nhà tài trợ áo đấu, thay vào đó clb đã chọn in logo của tổ chức nhân đạo, UNICEF trên áo đấu của mình,đồng thời clb hàng năm cũng đóng góp 5 triệu euro cho tổ chức.

### Thay đổi huấn luyện viên
| Câu lạc bộ      | huấn luyện viên trước | Lý do      | Ngày thôi việc       | huấn luyện viên sau   | Ngày bắt đầu         | Vị trí trên bảng xếp hạng |
| --------------- | --------------------- | ---------- | -------------------- | --------------------- | -------------------- | ------------------------- |
| Recreativo      | Manolo Zambrano       | Bị sa thải | 7 tháng 10 năm 2008  | Lucas Alcaraz         | 7 tháng 10 năm 2008  | 18                        |
| Osasuna         | José Ángel Ziganda    | Bị sa thải | 13 tháng 10 năm 2008 | José Antonio Camacho  | 13 tháng 10 năm 2008 | 16                        |
| Espanyol        | Tintín Márquez        | Bị sa thải | 30 tháng 11 năm 2008 | José Manuel Esnal     | 1 tháng 12 năm 2008  | 17                        |
| Real Madrid     | Bernd Schuster        | Bị sa thải | 9 tháng 12 năm 2008  | Juande Ramos          | 9 tháng 12 năm 2008  | 5                         |
| Almería         | Gonzalo Arconada      | Bị sa thải | 21 tháng 12 năm 2008 | Hugo Sánchez          | 22 tháng 12 năm 2008 | 16                        |
| Espanyol        | José Manuel Esnal     | Bị sa thải | 20 tháng 1 năm 2009  | Mauricio Pochettino   | 20 tháng 1 năm 2009  | 18                        |
| Atlético Madrid | Javier Aguirre        | Bị sa thải | 2 tháng 2 năm 2009   | Abel Resino           | 2 tháng 2 năm 2009   | 7                         |
| Numancia        | Sergije Krešić        | Bị sa thải | 17 tháng 2 năm 2009  | Juan José Rojo Martín | 17 tháng 2 năm 2009  | 19                        |
| Betis           | Paco Chaparro         | Bị sa thải | 6 tháng 4 năm 2009   | José María Nogués     | 6 tháng 4 năm 2009   | 16                        |
| Getafe          | Víctor Muñoz          | Bị sa thải | 27 tháng 4 năm 2009  | Míchel                | 27 tháng 4 năm 2009  | 17                        |

## Bảng xếp hạng
| XH | Đội                 | Tr | T  | H  | T  | BT  | BB | HS  | Đ  | Lên hay xuống hạng                           | Thành tích đối đầu                                            |
| -- | ------------------- | -- | -- | -- | -- | --- | -- | --- | -- | -------------------------------------------- | ------------------------------------------------------------- |
| 1  | Barcelona (C)       | 38 | 27 | 6  | 5  | 105 | 35 | +70 | 87 | Vòng bảng UEFA Champions League 2009-10      |                                                               |
| 2  | Real Madrid         | 38 | 25 | 3  | 10 | 83  | 52 | +31 | 78 | Vòng bảng UEFA Champions League 2009-10      |                                                               |
| 3  | Sevilla             | 38 | 21 | 7  | 10 | 54  | 39 | +15 | 70 | Vòng bảng UEFA Champions League 2009-10      |                                                               |
| 4  | Atlético Madrid     | 38 | 20 | 7  | 11 | 80  | 57 | +23 | 67 | Vòng Play-off UEFA Champions League 2009-10  |                                                               |
| 5  | Villarreal          | 38 | 18 | 11 | 9  | 61  | 54 | +7  | 65 | Vòng Play-off UEFA Europa League 2009–10     |                                                               |
| 6  | Valencia            | 38 | 18 | 8  | 12 | 68  | 54 | +14 | 62 | Vòng Play-off UEFA Europa League 2009–10     |                                                               |
| 7  | Deportivo La Coruña | 38 | 16 | 10 | 12 | 48  | 47 | +1  | 58 |                                              |                                                               |
| 8  | Málaga              | 38 | 15 | 10 | 13 | 55  | 59 | −4  | 55 |                                              |                                                               |
| 9  | Mallorca            | 38 | 14 | 9  | 15 | 53  | 60 | −7  | 51 |                                              |                                                               |
| 10 | Espanyol            | 38 | 12 | 11 | 15 | 46  | 49 | −3  | 47 |                                              |                                                               |
| 11 | Almería             | 38 | 13 | 7  | 18 | 45  | 61 | −16 | 46 | ALM 1–1 RAC RAC 0–2 ALM                      |                                                               |
| 12 | Racing Santander    | 38 | 12 | 10 | 16 | 49  | 48 | +1  | 46 | ALM 1–1 RAC RAC 0–2 ALM                      |                                                               |
| 13 | Athletic Bilbao     | 38 | 12 | 8  | 18 | 47  | 62 | −15 | 44 | Vòng loại thứ 3 UEFA Europa League 2009–10 1 |                                                               |
| 14 | Sporting de Gijón   | 38 | 14 | 1  | 23 | 47  | 79 | −32 | 43 |                                              | SPG: 12 pts OSA: 2 pts → OSA 3-3 VLD VLD: 2 pts → VLD 0-0 OSA |
| 15 | Osasuna             | 38 | 10 | 13 | 15 | 41  | 47 | −6  | 43 |                                              | SPG: 12 pts OSA: 2 pts → OSA 3-3 VLD VLD: 2 pts → VLD 0-0 OSA |
| 16 | Valladolid          | 38 | 12 | 7  | 19 | 46  | 58 | −12 | 43 |                                              | SPG: 12 pts OSA: 2 pts → OSA 3-3 VLD VLD: 2 pts → VLD 0-0 OSA |
| 17 | Getafe              | 38 | 10 | 12 | 16 | 50  | 56 | −6  | 42 | GET 0–0 BET BET 2–2 GET                      |                                                               |
| 18 | Betis (R)           | 38 | 10 | 12 | 16 | 51  | 58 | −7  | 42 | GET 0–0 BET BET 2–2 GET                      | Xuống chơi tại Segunda División                               |
| 19 | Numancia (R)        | 38 | 10 | 5  | 23 | 38  | 69 | −31 | 35 |                                              | Xuống chơi tại Segunda División                               |
| 20 | Recreativo (R)      | 38 | 8  | 9  | 21 | 34  | 57 | −23 | 33 |                                              | Xuống chơi tại Segunda División                               |

Nguồn: LFP và Yahoo! Sport
Quy tắc xếp hạng: 1. Điểm; 2. Điểm khi đối đầu; 3. Hiệu số bàn thắng khi đối đầu; 4. Số bàn thắng khi đối đầu; 5. Hiệu số bàn thắng; 6. Số bàn thắng.
1 Barcelona, đội vô địch Copa del Rey 2008–09, giành quyền tham dự UEFA Champions League 2009–10, đội thua cuộc trong trận chung kết Athletic Bilbao được nhật 1 suất tham dự vòng loại thứ 3 UEFA Europa League 2009–10.
(VĐ) = Vô địch; (XH) = Xuống hạng; (LH) = Lên hạng; (O) = Thắng trận Play-off; (A) = Lọt vào vòng sau. 
Chỉ được áp dụng khi mùa giải chưa kết thúc: 
(Q) = Lọt vào vòng đấu cụ thể của giải đấu đã nêu; (TQ) = Giành vé dự giải đấu, nhưng chưa tới vòng đấu đã nêu.
Thành tích đối đầu: Được áp dụng khi số liệu thành tích đối đầu được dùng để xếp hạng các đội bằng điểm nhau.

| Vô địch La Liga 2008–09 |
| ----------------------- |
| FC Barcelona 19 lần     |

### Vị trí các đội sau mỗi vòng đấu
| Barcelona           | 15 | 15 | 9  | 6  | 5  | 4  | 4  | 2  | 1  | 1  | 1  | 1  | 1  | 1  | 1  | 1  | 1  | 1  | 1  | 1  | 1  | 1  | 1  | 1  | 1  | 1  | 1  | 1  | 1  | 1  | 1  | 1  | 1  | 1  | 1  | 1  | 1  | 1  |  |  |  |  |  |  |  |  |
| Real Madrid         | 13 | 8  | 6  | 3  | 3  | 5  | 5  | 3  | 3  | 4  | 4  | 2  | 4  | 5  | 6  | 5  | 3  | 2  | 2  | 2  | 2  | 2  | 2  | 2  | 2  | 2  | 2  | 2  | 2  | 2  | 2  | 2  | 2  | 2  | 2  | 2  | 2  | 2  |  |  |  |  |  |  |  |  |
| Sevilla             | 10 | 4  | 7  | 5  | 4  | 3  | 2  | 5  | 5  | 5  | 5  | 5  | 5  | 4  | 3  | 2  | 4  | 3  | 3  | 3  | 3  | 3  | 3  | 3  | 3  | 3  | 3  | 3  | 3  | 3  | 3  | 3  | 3  | 3  | 3  | 3  | 3  | 3  |  |  |  |  |  |  |  |  |
| Atlético Madrid     | 1  | 7  | 5  | 4  | 7  | 7  | 8  | 10 | 6  | 7  | 6  | 6  | 6  | 6  | 5  | 3  | 5  | 5  | 6  | 6  | 7  | 6  | 6  | 7  | 5  | 7  | 5  | 5  | 6  | 6  | 5  | 7  | 6  | 5  | 5  | 4  | 4  | 4  |  |  |  |  |  |  |  |  |
| Villarreal          | 9  | 6  | 3  | 2  | 2  | 2  | 3  | 4  | 2  | 2  | 2  | 3  | 2  | 2  | 4  | 6  | 7  | 6  | 5  | 5  | 5  | 5  | 5  | 4  | 4  | 4  | 4  | 4  | 4  | 5  | 6  | 5  | 5  | 6  | 7  | 6  | 5  | 5  |  |  |  |  |  |  |  |  |
| Valencia            | 2  | 2  | 1  | 1  | 1  | 1  | 1  | 1  | 4  | 3  | 3  | 4  | 3  | 3  | 2  | 4  | 2  | 4  | 4  | 4  | 4  | 4  | 4  | 5  | 6  | 8  | 8  | 6  | 5  | 4  | 4  | 4  | 4  | 4  | 4  | 5  | 6  | 6  |  |  |  |  |  |  |  |  |
| Deportivo La Coruña | 4  | 10 | 11 | 12 | 13 | 10 | 11 | 12 | 9  | 6  | 7  | 7  | 7  | 7  | 7  | 7  | 6  | 7  | 8  | 8  | 6  | 8  | 8  | 8  | 8  | 6  | 7  | 7  | 8  | 8  | 8  | 8  | 8  | 7  | 6  | 7  | 7  | 7  |  |  |  |  |  |  |  |  |
| Málaga              | 20 | 19 | 19 | 19 | 17 | 12 | 7  | 6  | 8  | 9  | 11 | 11 | 9  | 11 | 10 | 9  | 8  | 8  | 7  | 7  | 8  | 7  | 7  | 6  | 7  | 5  | 6  | 8  | 7  | 7  | 7  | 6  | 7  | 8  | 8  | 8  | 8  | 8  |  |  |  |  |  |  |  |  |
| Mallorca            | 19 | 18 | 18 | 13 | 9  | 11 | 12 | 8  | 13 | 11 | 15 | 15 | 15 | 17 | 18 | 17 | 19 | 19 | 19 | 18 | 20 | 20 | 18 | 18 | 16 | 17 | 16 | 12 | 15 | 12 | 12 | 10 | 9  | 9  | 10 | 9  | 9  | 9  |  |  |  |  |  |  |  |  |
| Espanyol            | 6  | 1  | 4  | 8  | 10 | 9  | 10 | 11 | 10 | 12 | 16 | 16 | 17 | 18 | 17 | 18 | 18 | 18 | 18 | 19 | 19 | 19 | 20 | 19 | 19 | 20 | 20 | 20 | 20 | 20 | 19 | 18 | 16 | 14 | 14 | 14 | 12 | 10 |  |  |  |  |  |  |  |  |
| Almería             | 3  | 3  | 2  | 7  | 6  | 6  | 6  | 9  | 11 | 13 | 8  | 12 | 14 | 14 | 15 | 16 | 14 | 14 | 15 | 13 | 14 | 15 | 13 | 13 | 10 | 10 | 12 | 13 | 11 | 16 | 11 | 14 | 11 | 10 | 9  | 10 | 10 | 11 |  |  |  |  |  |  |  |  |
| Racing Santander    | 11 | 14 | 17 | 18 | 19 | 14 | 14 | 17 | 15 | 10 | 14 | 10 | 13 | 13 | 13 | 14 | 11 | 12 | 10 | 9  | 10 | 11 | 11 | 11 | 12 | 12 | 10 | 10 | 10 | 10 | 13 | 11 | 13 | 13 | 13 | 12 | 11 | 12 |  |  |  |  |  |  |  |  |
| Athletic Bilbao     | 18 | 17 | 10 | 10 | 12 | 15 | 17 | 19 | 19 | 19 | 18 | 18 | 16 | 16 | 14 | 12 | 13 | 11 | 9  | 10 | 9  | 10 | 9  | 9  | 11 | 11 | 13 | 15 | 12 | 15 | 16 | 13 | 11 | 11 | 11 | 11 | 13 | 13 |  |  |  |  |  |  |  |  |
| Sporting de Gijón   | 14 | 20 | 20 | 20 | 20 | 19 | 15 | 13 | 12 | 14 | 9  | 13 | 10 | 12 | 12 | 11 | 12 | 9  | 11 | 14 | 12 | 12 | 14 | 14 | 17 | 13 | 11 | 11 | 13 | 17 | 17 | 17 | 18 | 18 | 18 | 17 | 17 | 14 |  |  |  |  |  |  |  |  |
| Osasuna             | 12 | 13 | 15 | 15 | 14 | 16 | 19 | 20 | 20 | 20 | 20 | 19 | 19 | 20 | 20 | 20 | 20 | 20 | 20 | 20 | 18 | 17 | 17 | 17 | 18 | 18 | 18 | 18 | 14 | 11 | 14 | 15 | 15 | 16 | 17 | 18 | 18 | 15 |  |  |  |  |  |  |  |  |
| Valladolid          | 17 | 11 | 13 | 9  | 11 | 13 | 13 | 15 | 14 | 16 | 13 | 9  | 8  | 8  | 8  | 8  | 9  | 10 | 12 | 12 | 11 | 9  | 10 | 10 | 9  | 9  | 9  | 9  | 9  | 9  | 9  | 9  | 10 | 12 | 12 | 13 | 14 | 16 |  |  |  |  |  |  |  |  |
| Getafe              | 5  | 5  | 8  | 11 | 8  | 8  | 9  | 7  | 7  | 8  | 12 | 14 | 12 | 10 | 9  | 10 | 10 | 13 | 14 | 11 | 13 | 13 | 12 | 12 | 14 | 15 | 17 | 14 | 17 | 14 | 15 | 16 | 17 | 17 | 15 | 16 | 15 | 17 |  |  |  |  |  |  |  |  |
| Betis               | 16 | 16 | 16 | 17 | 18 | 20 | 16 | 14 | 16 | 15 | 10 | 8  | 11 | 9  | 11 | 13 | 15 | 16 | 13 | 16 | 16 | 14 | 15 | 16 | 15 | 16 | 15 | 17 | 16 | 13 | 10 | 12 | 14 | 15 | 16 | 15 | 16 | 18 |  |  |  |  |  |  |  |  |
| Numancia            | 8  | 9  | 12 | 16 | 15 | 17 | 20 | 16 | 17 | 18 | 17 | 17 | 18 | 15 | 16 | 15 | 16 | 15 | 17 | 17 | 17 | 18 | 19 | 20 | 20 | 19 | 19 | 19 | 19 | 19 | 20 | 20 | 20 | 20 | 20 | 19 | 19 | 19 |  |  |  |  |  |  |  |  |
| Recreativo          | 7  | 12 | 14 | 14 | 16 | 18 | 18 | 18 | 18 | 17 | 19 | 20 | 20 | 19 | 19 | 19 | 17 | 17 | 16 | 15 | 15 | 16 | 16 | 15 | 13 | 14 | 14 | 16 | 18 | 18 | 18 | 19 | 19 | 19 | 19 | 20 | 20 | 20 |  |  |  |  |  |  |  |  |

Nguồn: kicker.de (tiếng Đức)

## kết quả thi đấu
| Nhà \ Khách[1]      | Almería | Athletic Bilbao | Atlético Madrid | Barcelona | Betis | Deportivo | Espanyol | Getafe | Málaga | Mallorca | Numancia | Osasuna | Racing | Real Madrid | Recreativo | Sevilla | Sporting de Gijón | Valencia | Valladolid | Villarreal |
| Almería             |         | 2–1             | 1–1             | 0–2       | 1–0   | 0–1       | 0–3      | 2–1    | 1–0    | 2–1      | 2–1      | 2–1     | 1–1    | 1–1         | 1–0        | 0–1     | 3–1               | 2–2      | 3–2        | 3–0        |
| Athletic Bilbao     | 1–3     |                 | 1–4             | 0–1       | 1–0   | 0–1       | 1–1      | 0–1    | 3–2    | 2–1      | 2–0      | 2–0     | 2–1    | 2–5         | 1–1        | 1–2     | 3–0               | 3–2      | 2–0        | 1–4        |
| Atlético Madrid     | 3–0     | 2–3             |                 | 4–3       | 2–0   | 4–1       | 3–2      | 1–1    | 4–0    | 2–0      | 3–0      | 2–4     | 4–1    | 1–2         | 4–0        | 0–1     | 3–1               | 1–0      | 1–2        | 3–2        |
| Barcelona           | 5–0     | 2–0             | 6–1             |           | 3–2   | 5–0       | 1–2      | 1–1    | 6–0    | 3–1      | 4–1      | 0–1     | 1–1    | 2–0         | 2–0        | 4–0     | 3–1               | 4–0      | 6–0        | 3–3        |
| Betis               | 2–0     | 0–1             | 0–2             | 2–2       |       | 0–3       | 1–1      | 2–2    | 1–2    | 3–0      | 3–3      | 0–0     | 3–1    | 1–2         | 0–1        | 0–0     | 2–0               | 1–2      | 1–1        | 2–2        |
| Deportivo La Coruña | 2–0     | 3–1             | 1–2             | 1–1       | 1–1   |           | 1–0      | 1–1    | 2–0    | 0–0      | 1–0      | 0–0     | 5–3    | 2–1         | 4–1        | 1–3     | 0–3               | 1–1      | 1–0        | 3–0        |
| Espanyol            | 2–2     | 1–0             | 2–3             | 1–2       | 2–0   | 3–1       |          | 1–1    | 3–0    | 3–3      | 3–4      | 1–0     | 1–0    | 0–2         | 1–1        | 0–2     | 0–1               | 3–0      | 1–0        | 0–0        |
| Getafe              | 2–2     | 1–1             | 1–2             | 0–1       | 0–0   | 1–2       | 1–1      |        | 1–2    | 4–1      | 1–0      | 3–0     | 0–1    | 3–1         | 2–1        | 0–2     | 5–1               | 0–3      | 1–0        | 1–2        |
| Málaga              | 3–2     | 0–0             | 1–1             | 1–4       | 1–1   | 1–1       | 4–0      | 2–1    |        | 1–1      | 2–0      | 4–2     | 1–0    | 0–1         | 0–2        | 2–2     | 1–0               | 0–2      | 2–1        | 2–2        |
| Mallorca            | 2–0     | 3–3             | 2–0             | 2–1       | 3–3   | 1–1       | 3–0      | 2–1    | 2–2    |          | 2–0      | 1–1     | 1–0    | 0–3         | 2–3        | 0–0     | 0–2               | 3–1      | 2–0        | 2–3        |
| Numancia            | 2–1     | 1–2             | 1–1             | 1–0       | 2–4   | 0–1       | 0–0      | 2–0    | 2–0    | 0–1      |          | 0–0     | 2–1    | 0–2         | 1–0        | 0–2     | 2–1               | 2–1      | 4–3        | 1–2        |
| Osasuna             | 3–1     | 2–1             | 0–0             | 2–3       | 0–2   | 0–0       | 1–0      | 5–2    | 2–3    | 1–0      | 2–0      |         | 0–1    | 2–1         | 1–2        | 0–0     | 1–2               | 1–0      | 3–3        | 1–1        |
| Racing Santander    | 0–2     | 1–1             | 5–1             | 1–2       | 2–3   | 0–0       | 3–0      | 1–1    | 1–1    | 1–2      | 5–0      | 1–1     |        | 0–2         | 1–1        | 1–1     | 1–0               | 0–1      | 3–2        | 1–1        |
| Real Madrid         | 3–0     | 3–2             | 1–1             | 2–6       | 6–1   | 1–0       | 2–2      | 3–2    | 4–3    | 1–3      | 4–3      | 3–1     | 1–0    |             | 1–0        | 3–4     | 7–1               | 1–0      | 2–0        | 1–0        |
| Recreativo          | 1–1     | 1–1             | 0–3             | 0–2       | 1–0   | 1–2       | 0–1      | 1–1    | 0–4    | 2–4      | 3–1      | 1–0     | 0–1    | 0–1         |            | 0–1     | 2–0               | 1–1      | 2–3        | 1–2        |
| Sevilla             | 2–1     | 4–0             | 1–0             | 0–3       | 1–2   | 1–0       | 2–0      | 0–1    | 0–1    | 3–1      | 1–0      | 1–1     | 0–2    | 2–4         | 1–0        |         | 4–3               | 0–0      | 4–1        | 1–0        |
| Sporting de Gijón   | 1–0     | 1–1             | 2–5             | 1–6       | 1–2   | 3–2       | 0–3      | 1–2    | 2–1    | 0–1      | 3–1      | 2–1     | 0–2    | 0–4         | 2–1        | 1–0     |                   | 2–3      | 2–1        | 0–1        |
| Valencia            | 3–2     | 2–0             | 3–1             | 2–2       | 3–2   | 4–2       | 2–1      | 4–1    | 1–1    | 3–0      | 4–0      | 1–0     | 2–4    | 3–0         | 1–1        | 3–1     | 2–3               |          | 1–2        | 3–3        |
| Valladolid          | 2–0     | 2–1             | 2–1             | 0–1       | 1–3   | 3–0       | 1–1      | 1–0    | 1–3    | 3–0      | 0–0      | 0–0     | 0–1    | 1–0         | 1–1        | 3–2     | 1–2               | 0–1      |            | 0–0        |
| Villarreal          | 2–1     | 2–0             | 4–4             | 1–2       | 2–1   | 1–0       | 1–0      | 3–3    | 0–2    | 2–0      | 2–1      | 1–1     | 2–0    | 3–2         | 2–1        | 0–2     | 2–1               | 3–1      | 0–3        |            |

Nguồn: LFP (tiếng Tây Ban Nha)
1 ^ Đội chủ nhà được liệt kê ở cột bên tay trái.
Màu sắc: Xanh = Chủ nhà thắng; Vàng = Hòa; Đỏ = Đội khách thắng.
a nghĩa là có bài viết về trận đấu đó.

## Giải thưởng

### Cúp Pichichi
Cúp Pichichi được trao cho cầu thủ ghi nhiều bàn thắng nhất trong mùa giải.
| Vị trí              | Cầu thủ             | Câu lạc bộ          | Bàn thắng |
| ------------------- | ------------------- | ------------------- | --------- |
| 1                   | Diego Forlán        | Atlético Madrid     | 32        |
| 2                   | Samuel Eto'o        | Barcelona           | 30        |
| 3                   | David Villa         | Valencia            | 28        |
| 4                   | Lionel Messi        | Barcelona           | 23        |
| 5                   | Gonzalo Higuaín     | Real Madrid         | 22        |
| 6                   | Álvaro Negredo      | Almería             | 19        |
| 6                   | Thierry Henry       | Barcelona           | 19        |
| 8                   | Frédéric Kanouté    | Sevilla             | 18        |
| 8                   | Raúl González       | Real Madrid         | 18        |
| 10                  | Sergio Agüero       | Atlético Madrid     | 17        |
| 11                  | Joseba Llorente     | Villarreal          | 15        |
| 12                  | 3 cầu thủ           | 3 cầu thủ           | 13        |
| 15                  | 3 cầu thủ           | 3 cầu thủ           | 12        |
| 18                  | 4 cầu thủ           | 4 cầu thủ           | 11        |
| 22                  | 3 cầu thủ           | 3 cầu thủ           | 10        |
| 25                  | 5 cầu thủ           | 5 cầu thủ           | 9         |
| 30                  | 9 cầu thủ           | 9 cầu thủ           | 8         |
| 39                  | 8 cầu thủ           | 8 cầu thủ           | 7         |
| 47                  | 11 cầu thủ          | 11 cầu thủ          | 6         |
| 58                  | 23 cầu thủ          | 23 cầu thủ          | 5         |
| 81                  | 17 cầu thủ          | 17 cầu thủ          | 4         |
| 98                  | 29 cầu thủ          | 29 cầu thủ          | 3         |
| 127                 | 42 cầu thủ          | 42 cầu thủ          | 2         |
| 169                 | 96 cầu thủ          | 96 cầu thủ          | 1         |
| Bàn phản lưới nhà   | Bàn phản lưới nhà   | Bàn phản lưới nhà   | 22        |
| Tổng số bàn thắng   | Tổng số bàn thắng   | Tổng số bàn thắng   | 1101      |
| Tổng số trân đấu    | Tổng số trân đấu    | Tổng số trân đấu    | 380       |
| Trung bình mỗi trận | Trung bình mỗi trận | Trung bình mỗi trận | 2.9       |

nguồn: Yahoo! Sport

### Cúp Zamora
Cúp Zamora được trao cho thủ môn có tỉ lệ để lọt lưới ít nhất.
| Thủ môn          | Bàn thua | Số trận | Trung bình | Câu lạc bộ       |
| ---------------- | -------- | ------- | ---------- | ---------------- |
| Víctor Valdés    | 31       | 35      | 0.89       | Barcelona        |
| Andrés Palop     | 35       | 35      | 1          | Sevilla          |
| Daniel Aranzubia | 45       | 37      | 1.22       | Deportivo        |
| Toño Martínez    | 41       | 33      | 1.24       | Racing Santander |
| Carlos Kameni    | 47       | 37      | 1.27       | Espanyol         |
| Iker Casillas    | 52       | 38      | 1.37       | Real Madrid      |
| Diego López      | 54       | 38      | 1.42       | Villarreal       |
| Asier Riesgo     | 57       | 38      | 1.5        | Recreativo       |
| Leo Franco       | 48       | 32      | 1.5        | Atlético Madrid  |
| Gorka Iraizoz    | 60       | 36      | 1.67       | Athletic Bilbao  |

nguồn: LFP Lưu trữ ngày 10 tháng 6 năm 2008 tại Wayback Machine

### Giải phong cách
| Xếp hạng↓ | Câu lạc bộ        | Điểm↓ |
| --------- | ----------------- | ----- |
| 1         | Barcelona         | 98    |
| 2         | Deportivo         | 102   |
| 3         | Villarreal        | 110   |
| 4         | Recreativo        | 113   |
| 5         | Valladolid        | 114   |
| 6         | Numancia          | 131   |
| 6         | Valencia          | 131   |
| 8         | Almería           | 132   |
| 9         | Getafe            | 133   |
| 10        | Espanyol          | 134   |
| 11        | Mallorca          | 135   |
| 12        | Atlético Madrid   | 136   |
| 12        | Sevilla           | 136   |
| 14        | Málaga            | 139   |
| 15        | Osasuna           | 148   |
| 15        | Real Madrid       | 148   |
| 17        | Athletic Bilbao   | 149   |
| 18        | Racing Santander  | 164   |
| 19        | Betis             | 165   |
| 20        | Sporting de Gijón | 183   |

- nguồn: 2008–09 Fair Play Rankings Season.[29]

## Số liệu thống kê

### Ghi bàn
- Bàn thắng đầu tiên của mùa giải: Luis García của Espanyol ghi vào lưới Valladolid, phút 48 (30 tháng 8 năm 2008)[30]
- Bàn thắng nhanh nhất trong 1 trận đấu: Giây thứ 20
  - Mate Bilić của Sporting de Gijón ghi vào lưới Villarreal (21 tháng 2 năm 2009) [31]
  - Jonathan Pereira của Racing Santander ghi vào lưới Deportivo (8 tháng 3 năm 2009) [6]
- Bàn thắng muộn nhất trong 1 trận đấu: Phút 90+6
  - Gonzalo Higuaín của Real Madrid ghi vào lưới Atlético Madrid (18 tháng 10 năm 2008)[32]
  - Nenê của Espanyol ghi vào lưới Valencia (3 tháng 5 năm 2009)[33]
- Trận thắng cách biệt nhất: 6 bàn
  - Real Madrid 7–1 Sporting de Gijón (24 tháng 9 năm 2008)[1]
  - Barcelona 6–0 Valladolid (8 tháng 11 năm 2008)[2]
  - Barcelona 6–0 Málaga (22 tháng 3 năm 2009)[3]
- Trận có nhiều bàn thắng nhất: 8 bàn
  - Real Madrid 7–1 Sporting de Gijón (24 tháng 9 năm 2008)[1]
  - Villarreal 4–4 Atlético Madrid (26 tháng 10 năm 2008)[7]
  - Deportivo 5–3 Racing Santander (8 tháng 3 năm 2009) [6]
  - Real Madrid 2–6 Barcelona (2 tháng 5 năm 2009)[5]
- Bàn thắng nhiều nhất trong 1 trận hòa: 8 bàn – Villarreal 4–4 Atlético Madrid (26 tháng 10 năm 2008)[7]
- Bàn thắng nhiều nhất trong 1 hiệp: 7 bàn – Real Madrid 6–1 Betis (ngày 21 tháng 2 năm 2009)[34]
- Bàn thắng nhiều nhất được 1 đội ghi trong 1 trận: 7 bàn – Real Madrid 7–1 Sporting de Gijón (24 tháng 9 năm 2008)[1]
- Bàn thắng nhiều nhất được 1 đội ghi trong 1 hiệp: 6 bàn – Real Madrid 6–1 Betis (21 tháng 2 năm 2009)[34]
- Trận có đội thua cuộc ghi nhiều bàn thắng nhất: 3 bàn
  - Sevilla 4–3 Sporting de Gijón (13 tháng 9 năm 2008)[35]
  - Real Madrid 4–3 Numancia (14 tháng 9 năm 2008)[36]
  - Real Madrid 4–3 Málaga (8 tháng 11 năm 2008)[37]
  - Espanyol 3–4 Numancia (16 tháng 11 năm 2008)[38]
  - Real Madrid 3–4 Sevilla (7 tháng 12 năm 2008)[39]
  - Numancia 4–3 Valladolid (21 tháng 12 năm 2008)[40]
  - Atlético Madrid 4–3 Barcelona (1 tháng 3 năm 2009)[41]
  - Deportivo 5–3 Racing Santander (8 tháng 3 năm 2009) [6]
- Bàn phản lưới nhà đầu tiên của mùa giải: Domingo Cisma González (Numancia) của Real Madrid (14 tháng 9 năm 2008)[36]
- Hat-trick đầu tiên của mùa giải: Mate Bilić của Sporting de Gijón ghi vào lưới Sevilla (13 tháng 9 năm 2008)[35]
- Hat-trick nhanh nhất của mùa giải: 14 phút – Diego Forlán  73', 77', 87' của Atlético Madrid ghi vào lưới Athletic Bilbao (23 tháng 5 năm 2009)[42]
- Số bàn thắng nhiều nhất được 1 cầu thủ ghi trong 1 trận: 4 bàn
  -  Samuel Eto'o của Barcelona ghi vào lưới Valladolid (8 tháng 11 năm 2008)[2]
  -  Gonzalo Higuaín của Real Madrid ghi vào lưới Málaga (8 tháng 11 năm 2008)[37]
- Các Hat-trick của giải:
  -  Mate Bilić của Sporting Gijon ghi vào lưới Sevilla (13 tháng 9 năm 2008)
  -  Rafael van der Vaart của Real Madrid ghi vào lưới Sporting Gijon (24 tháng 9 năm 2008)
  -  Samuel Eto'o của Barcelona ghi vào lưới Almería (25 tháng 10 năm 2008)
  -  Mohammed Tchité của Racing Santander ghi vào lưới Valencia (1 tháng 11 năm 2008)
  -  Gonzalo Higuaín4 của Real Madrid ghi vào lưới Málaga (8 tháng 11 năm 2008)[37]
  -  Samuel Eto'o4 của Barcelona ghi vào lưới Valladolid (8 tháng 11 năm 2008)[2]
  -  Thierry Henry của Barcelona ghi vào lưới Valencia (6 tháng 12 năm 2008)
  -  Roberto Soldado của Getafe ghi vào lưới Sporting Gijon (25 tháng 1 năm 2009)
  -  Frédéric Kanouté của Sevilla ghi vào lưới Valladolid (21 tháng 3 năm 2009)
  -  Raúl González của Real Madrid ghi vào lưới Sevilla (26 tháng 4 năm 2009)
  -  Diego Forlán của Atlético Madrid ghi vào lưới Athletic Bilbao (23 tháng 5 năm 2009)
  -  Raúl Tamudo của Espanyol ghi vào lưới Málaga (31 tháng 5 năm 2009)

### Kiến tạo
- Kiến tạo nhiều nhất - Xavi Barcelona (20)

### Kỷ luật
- Thẻ vàng đầu tiên của mùa giải: Grégory Béranger của Espanyol trong trận gặp Valladolid, phút 39 (30 tháng 8 năm 2008)[30]
- Thẻ đỏ đầu tiên của mùa giải: Diego Godín của Villarreal trong trận gặp Osasuna, phút thứ 68 (31 tháng 8 năm 2008)[43]

### Toàn bộ
- Thắng nhiều nhất - Barcelona (27)
- Thắng ít nhất - Recreativo (8)
- Thua nhiều nhất - Sporting de Gijón và Numancia (23)
- Thua ít nhất - Barcelona (5)
- Ghi nhiều bàn thắng nhất - Barcelona (105)
- Ghi ít bàn thắng nhất - Recreativo (34)
- Để lọt lưới nhiều nhất - Sporting de Gijón (79)
- Để lọt lưới ít nhất - Barcelona (35)

### Sân nhà
- Thắng nhiều nhất - Barcelona và Real Madrid (14)
- Thắng ít nhất - Betis và Recreativo (4)
- Thua nhiều nhất - Recreativo (11)
- Thua ít nhất - Barcelona (2)
- Ghi nhiều bàn thắng nhất - Barcelona (58)
- Ghi ít bàn thắng nhất - Recreativo (17)
- Để lọt lưới nhiều nhất - Sporting de Gijón (37)
- Để lọt lưới ít nhất - Barcelona (14)

### Sân khách
- Thắng nhiều nhất - Barcelona (13)
- Thắng ít nhất - Numancia (1)
- Thua nhiều nhất - Numancia (16)
- Thua ít nhất - Barcelona (3)
- Ghi nhiều bàn thắng nhất - Barcelona (44)
- Ghi ít bàn thắng nhất - Numancia (15)
- Để lọt lưới nhiều nhất - Numancia (47)
- Để lọt lưới ít nhất - Sevilla (19)

### Giữ sạch lưới
- Giữ sạch lưới nhiều nhất - Sevilla (19)
- Giữ sạch lưới ít nhất - Sporting de Gijón và Recreativo (5)